# Entraigues (Puy-de-Dôme)
Pour les articles homonymes, voir Entraigues.
Entraigues est une commune française située dans le département du Puy-de-Dôme, en région Auvergne-Rhône-Alpes. Elle fait partie de l'aire d'attraction de Clermont-Ferrand et de la communauté d'agglomération Riom Limagne et Volcans.
Ses habitants sont appelés les Entraiguois et les Entraiguoises.

## Géographie

### Localisation
Six communes sont limitrophes d'Entraigues :
| Ennezat | Saint-Ignat | Saint-Laure |
|         | Entraigues  |             |
| Chappes | Chavaroux   | Joze        |

### Hydrographie et relief
Le nom de la commune est dû à la présence de deux rivières, l'Ambène et le Bédat, qui enserrent le village. De cette commune située sur la plaine de la Limagne, on peut contempler les deux massifs qui encadrent la plaine, la chaîne des volcans avec le Puy de Dôme, le massif du Sancy et de l'autre côté les monts du Livradois.

### Climat
Pour des articles plus généraux, voir Climat d'Auvergne-Rhône-Alpes et Climat du Puy-de-Dôme.
En 2010, le climat de la commune est de type climat du Bassin du Sud-Ouest, selon une étude du Centre national de la recherche scientifique s'appuyant sur une série de données couvrant la période 1971-2000. En 2020, Météo-France publie une typologie des climats de la France métropolitaine dans laquelle la commune est exposée à un climat de montagne ou de marges de montagne et est dans la région climatique  Nord-est du Massif Central, caractérisée par une pluviométrie annuelle de 800 à 1 200 mm, bien répartie dans l’année. 
Pour la période 1971-2000, la température annuelle moyenne est de 11,2 °C, avec une amplitude thermique annuelle de 16,5 °C. Le cumul annuel moyen de précipitations est de 653 mm, avec 7,4 jours de précipitations en janvier et 6,8 jours en juillet. Pour la période 1991-2020, la température moyenne annuelle observée sur la station météorologique de Météo-France la plus proche, « Clermont-Ferrand », sur la commune de Clermont-Ferrand à 18 km à vol d'oiseau, est de 12,1 °C et le cumul annuel moyen de précipitations est de 563,4 mm,. Pour l'avenir, les paramètres climatiques de la commune estimés pour 2050 selon différents scénarios d'émission de gaz à effet de serre sont consultables sur un site dédié publié par Météo-France en novembre 2022.

## Urbanisme

### Typologie
Au 1er janvier 2024, Entraigues est catégorisée commune rurale à habitat dispersé, selon la nouvelle grille communale de densité à sept niveaux définie par l'Insee en 2022.
Elle est située hors unité urbaine. Par ailleurs la commune fait partie de l'aire d'attraction de Clermont-Ferrand, dont elle est une commune de la couronne,. Cette aire, qui regroupe 209 communes, est catégorisée dans les aires de 200 000 à moins de 700 000 habitants,.

### Occupation des sols
L'occupation des sols de la commune, telle qu'elle ressort de la base de données européenne d’occupation biophysique des sols Corine Land Cover (CLC), est marquée par l'importance des territoires agricoles (95,7 % en 2018), une proportion sensiblement équivalente à celle de 1990 (96,1 %). La répartition détaillée en 2018 est la suivante : 
terres arables (95,7 %), zones urbanisées (4,3 %). L'évolution de l’occupation des sols de la commune et de ses infrastructures peut être observée sur les différentes représentations cartographiques du territoire : la carte de Cassini (XVIIIe siècle), la carte d'état-major (1820-1866) et les cartes ou photos aériennes de l'IGN pour la période actuelle (1950 à aujourd'hui).

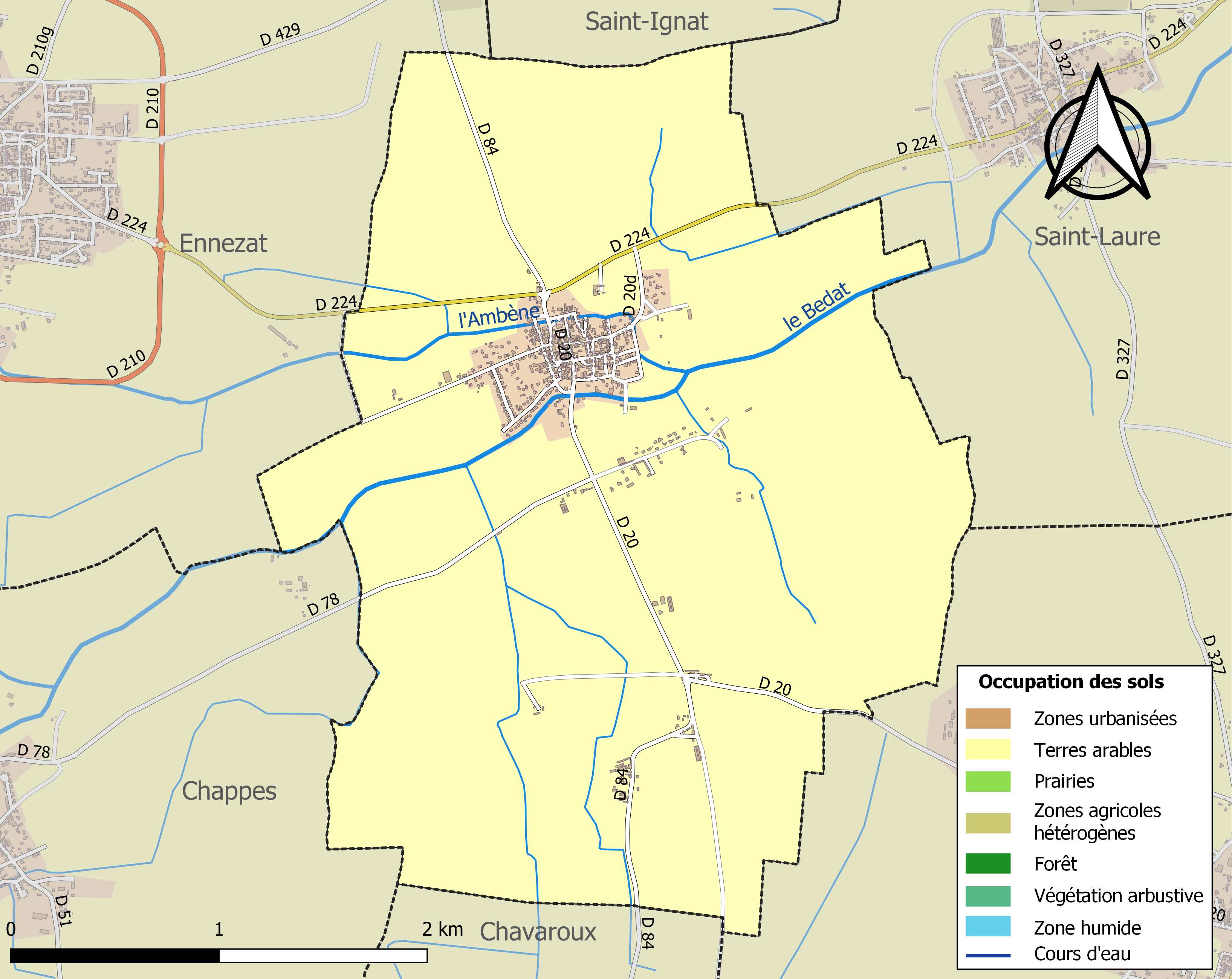
Carte des infrastructures et de l'occupation des sols de la commune en 2018 (CLC).

### Voies de communication et transports

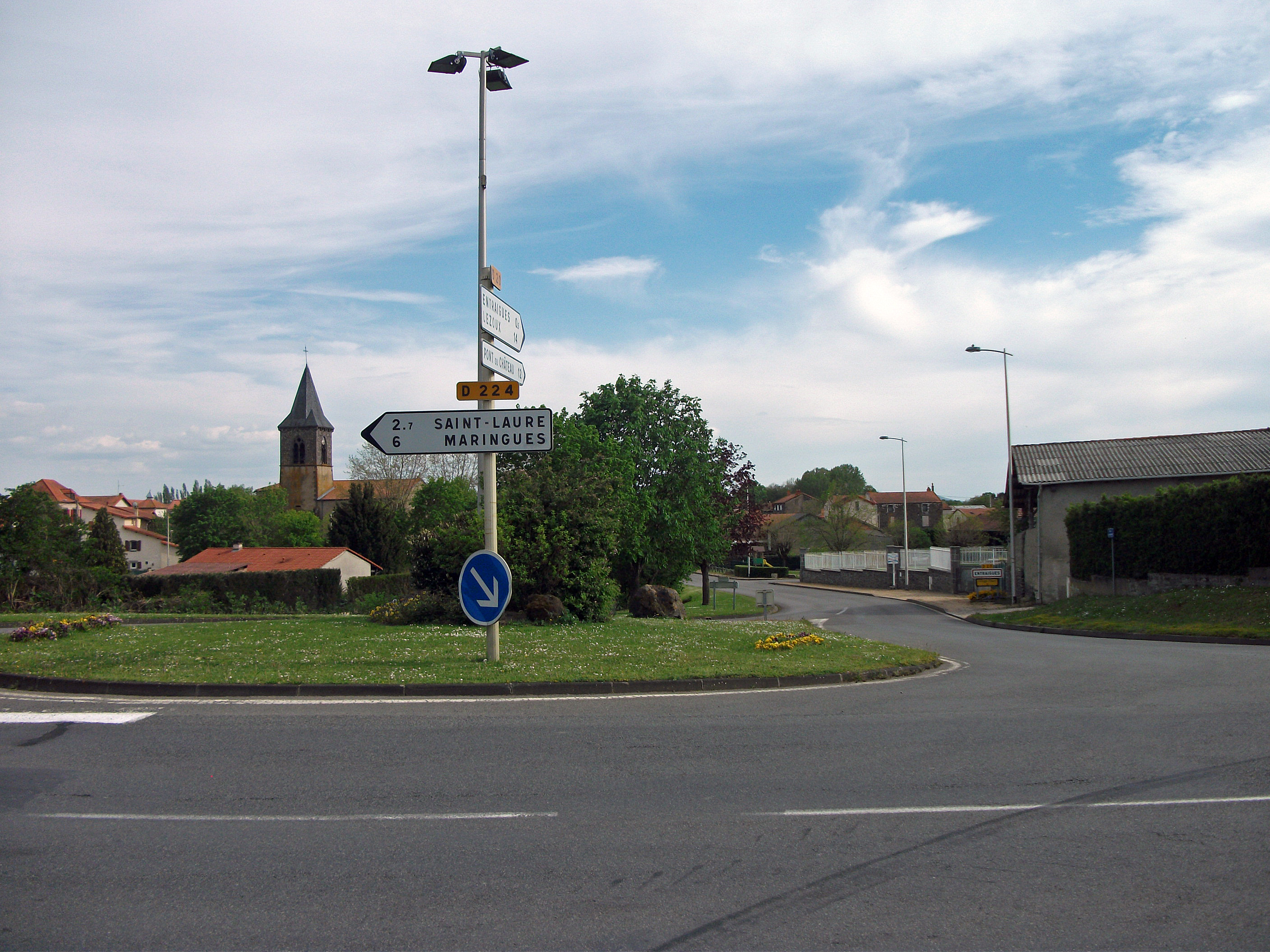
Entrée du village depuis la D 84.

Le territoire communal est traversé par les routes départementales 20 (direction Joze et Lezoux), 20d, 78 (vers Chappes), 84 (vers Champeyroux, lieu-dit de Saint-Ignat) et 224 (liaison d'Ennezat à Maringues).
La ligne 70 du réseau interurbain Transdôme dessert la commune. L'autocar s'arrête route de l'Ancienne-Gare.[Passage à actualiser]
Entraigues est desservie par le transport à la demande du réseau RLV Mobilités permettant aux usagers de rejoindre Ennezat, Riom ou tout autre point d'arrêt de la zone TAD 2 couvrant les communes de l'est de la communauté d'agglomération.

## Toponymie
Le nom de la commune vient du toponyme latin « Inter Aquas » qui veut dire « Situé entre les eaux », et généralement une confluence.

## Histoire
La commune a été créée en 1824 par scission de la commune d'Ennezat.

## Politique et administration

### Découpage territorial
Entraigues dépend, depuis sa création, de l'arrondissement de Riom et du canton d'Ennozat (devenu depuis Ennezat) jusqu'en mars 2015 ; à la suite du redécoupage cantonal de 2014, la commune est rattachée au canton d'Aigueperse.

### Liste des maires
| Période                                  | Période                    | Identité       | Étiquette | Qualité   |
| ---------------------------------------- | -------------------------- | -------------- | --------- | --------- |
| Les données manquantes sont à compléter. |                            |                |           |           |
|                                          |                            | Jean Marodon   |           |           |
|                                          | mars 2008                  | Joël Ruet      |           |           |
| mars 2008                                | mai 2020                   | Gabriel Banson |           |           |
| mai 2020                                 | En cours (au 13 août 2020) | Alain Déat     | PS        | Ingénieur |

## Équipements et services publics

### Enseignement
Entraigues dépend de l'académie de Clermont-Ferrand.
Les élèves de la commune commencent leur scolarité à l'école élémentaire publique. Ils la poursuivent au collège de Maringues puis au lycée Virlogeux de Riom pour les filières générales et STMG, à Riom ou à Thiers pour la filière STI2D.

### Justice, sécurité, secours et défense
La commune dépend de la cour d'appel de Riom, du tribunal de proximité de Riom et des tribunaux judiciaire et de commerce de Clermont-Ferrand.

## Population et société

### Démographie
L'évolution du nombre d'habitants est connue à travers les recensements de la population effectués dans la commune depuis 1831. Pour les communes de moins de 10 000 habitants, une enquête de recensement portant sur toute la population est réalisée tous les cinq ans, les populations de référence des années intermédiaires étant quant à elles estimées par interpolation ou extrapolation. Pour la commune, le premier recensement exhaustif entrant dans le cadre du nouveau dispositif a été réalisé en 2006.

En 2022, la commune comptait 732 habitants, en évolution de +11,76 % par rapport à 2016 (Puy-de-Dôme : +2,1 %, France hors Mayotte : +2,11 %).
| 1831  | 1836  | 1841  | 1846  | 1851  | 1856  | 1861  | 1866 | 1872 |
| ----- | ----- | ----- | ----- | ----- | ----- | ----- | ---- | ---- |
| 1 114 | 1 116 | 1 123 | 1 167 | 1 105 | 1 136 | 1 075 | 995  | 988  |

| 1876 | 1881 | 1886 | 1891 | 1896 | 1901 | 1906 | 1911 | 1921 |
| ---- | ---- | ---- | ---- | ---- | ---- | ---- | ---- | ---- |
| 960  | 887  | 869  | 832  | 821  | 731  | 729  | 688  | 641  |

| 1926 | 1931 | 1936 | 1946 | 1954 | 1962 | 1968 | 1975 | 1982 |
| ---- | ---- | ---- | ---- | ---- | ---- | ---- | ---- | ---- |
| 580  | 554  | 525  | 434  | 423  | 412  | 407  | 370  | 474  |

| 1990 | 1999 | 2006 | 2011 | 2016 | 2021 | 2022 | - | - |
| ---- | ---- | ---- | ---- | ---- | ---- | ---- | - | - |
| 563  | 566  | 640  | 625  | 655  | 714  | 732  | - | - |

### Associations
Fondée en 1951, l'Épi d'Or compte aujourd'hui une vingtaine de musiciens : tambours, grosse caisse, cymbales, clairons, cors et trompettes de cavalerie. La société est toujours présente aux cérémonies et anime également de nombreuses fêtes de villages.

## Culture locale et patrimoine

### Lieux et monuments

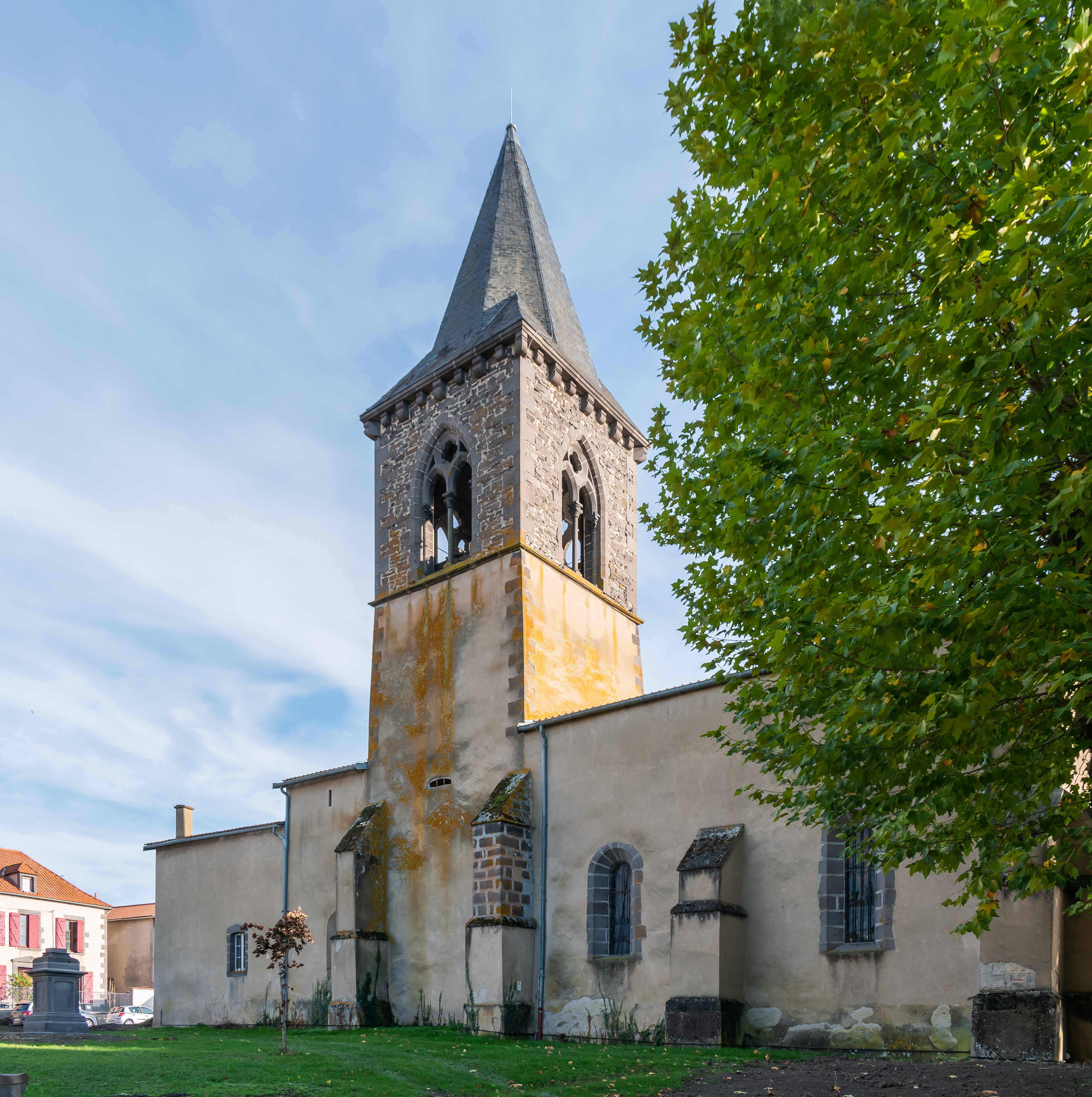
Église Saint-Claude.

Aucun édifice ou objet de la commune n'est protégé aux monuments historiques.